# Apseudes siegi
Apseudes siegi is een naaldkreeftjessoort uit de familie van de Apseudidae. De wetenschappelijke naam van de soort is voor het eerst geldig gepubliceerd in 1985 door Kudinova-Pasternak.